# Grete Wilhelm

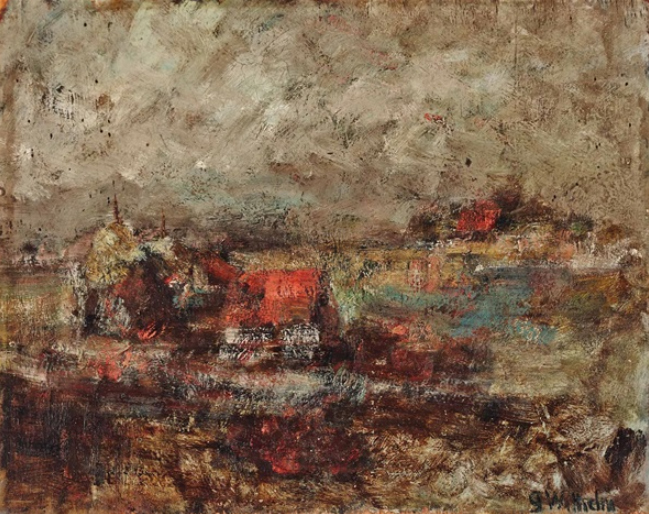
Landschaft von Grete Wilhelm

Grete Wilhelm, geb. Margarethe Anna Huiber (* 9. Juli 1887 in Bad Radein; † 24. Juni 1942 in Wien), war eine österreichische Malerin, Grafikerin und Kunsthandwerkerin.

## Leben
Grete Huiber kam als Tochter des Gutsverwalters Josef Huiber (1854–1898) und dessen Ehefrau Karoline Huiber, geb. Henn, in der steiermärkischen Ortschaft Radein zur Welt. 1910 heiratete sie den Notar Karl Hermann Wilhelm (1878–1966), Sohn des an der TH Graz lehrenden Agrarwissenschaftlers Gustav Friedrich Wilhelm (1834–1895). Mit dem Maler Kurt Weber verband sie eine Freundschaft.
Sie besuchte zunächst 1908 bis 1909 die Landeskunstschule Graz, wo sie eine Schülerin des Malers Alfred Schrötter von Kristelli war. Anschließend studierte sie von 1910 bis 1914 bei Tina Blau an der Wiener Kunstschule für Frauen und Mädchen. Nach dem Studium wirkte sie als selbständige Künstlerin in Wien.
Als Tina Blau 1915 eine Kunstverlosung für die Kriegsfürsorge im Festsaal des Militärkasinos in Wien organisierte, zeigte Grete Wilhelm dort ein Stillleben. 1919 war sie Mitglied der von Viktor Tischler gegründeten Künstlergruppe „Neue Vereinigung“, die kurz darauf weitgehend im Hagenbund aufging, und beschickte deren erste Ausstellung im Wiener Konzerthaus mit drei Gemälden. Ab 1920 war sie korrespondierendes und von 1925 bis 1938 außerordentliches Mitglied des Hagenbunds und beteiligte sich mehrfach an dessen Ausstellungen. Auch gehörte sie dem Verband Wiener Frauenkunst an, in deren Arbeitsausschuss sie 1928 als Schatzmeisterin berufen wurde. 1931 war sie Mitglied der Jury bei der Vergabe des Ehrenpreises der Stadt Wien.
Nach dem „Anschluss“ Österreichs wurde Grete Wilhelm in die Reichskammer der bildenden Künste aufgenommen. 1940 trat sie der Vereinigung bildender Künstlerinnen Österreichs bei (1941 umbenannt in Vereinigung bildender Künstlerinnen der Reichsgaue der Ostmark) und beschickte in den beiden Folgejahren deren Ausstellungen. 1942 starb sie im Alter von 54 Jahren in Wien.

## Werk

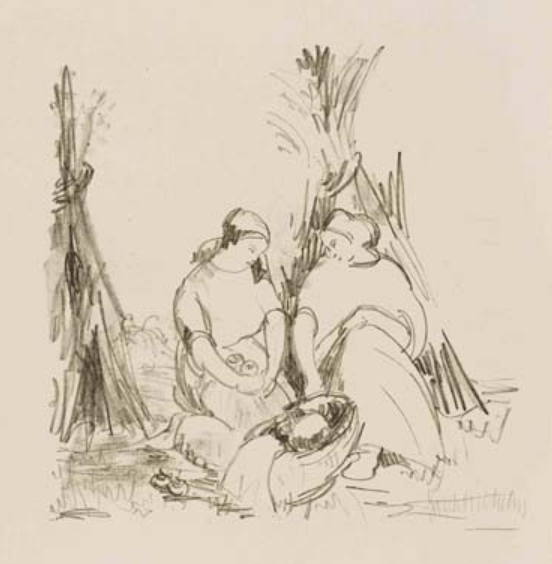
Feldarbeiterinnen (1919)

Grete Wilhelm malte Landschaften, Stillleben mit Blumen und Früchten, Tierbilder, Stadt- und Marktansichten sowie Figuren (Arbeiterinnen). Von ihr sind nur noch relativ wenige Werke bekannt und diese zum Teil nur von Schwarz-Weiß-Fotografien. Zeitgenössische Kritiker lobten ihre Gemälde als „tonfein“ und „farbensatt“.
In Grete Wilhelms Gesamtwerk zeigen sich sowohl Einflüsse des Impressionismus als auch des Expressionismus und Kubismus. Während sich die Mitglieder des Hagenbunds sonst überwiegend im Rahmen einer gemäßigten Moderne bewegten, schuf sie um 1936 auch ein Gemälde der absoluten Abstraktion, das sich überschneidende, teils geometrische Formen bildende Farbbänder zeigt.
Neben Gemälden und Grafiken gestaltete Grete Wilhelm auch Bauernfiguren und Köpfe für das Puppentheater.
Werke von Grete Wilhelm befinden sich unter anderem in den Sammlungen des Wien Museums, der Albertina und der Universität für angewandte Kunst in Wien.
Werke (Auswahl)
- Feldarbeiterinnen, Lithografie, signiert, Teil der Mappe der Neuen Vereinigung (Mai 1919), Sammlung Chrastek
- Bäuerinnen I, 1930er Jahre, Öl auf Leinwand, 10,5 × 16,3 cm
- Bäuerinnen II, 1930er Jahre, Öl auf Leinwand, 10,8 × 16,2 cm
- abstrakte Komposition, um 1936, Öl auf Leinwand, 59,5 × 72 cm, Beschriftung auf der Rückseite  „Künstlerbund Hagen“, Universität für angewandte Kunst Wien[3][5]
- Stadt, um 1940, Öl auf Leinwand/Malkarton, 53,8 × 47,4 × 2,3 cm, Universität für angewandte Kunst Wien[6]
- Landschaft, signiert „G Wilhelm“, Öl auf Karton, 21 × 26,5 cm
- Rosen in Vase, Öl auf Leinwand, 65,5 × 48 cm

## Ausstellungen (Auswahl)
- 1919: Neue Vereinigung, Wiener Konzerthaus
- 1919: Wiener Zeichner-Ausstellung, Galerie Würthle, Wien
- 1919, 1924, 1934 und 1936: Hagenbund, Künstlerhaus Wien
- 1924: Wiener Künstlerhaus
- 1927, 1936: Wiener Frauenkunst
- 1941, 1942: Vereinigung bildender Künstlerinnen der Ostmark, Wien
- 1993: „Die verlorene Moderne: der Künstlerbund Hagen 1900–1938“, Österreichische Galerie Wien in Schloss Halbturn (mit Katalog)
- 2020: „Ladies First! Künstlerinnen in und aus der Steiermark 1850–1950“, Neue Galerie Graz (mit Katalog)[7]